# Elmo Smith
Elmo Everett Smith (* 19. November 1909 in Grand Junction, Colorado; † 15. Juli 1968 in Albany, Oregon) war ein US-amerikanischer Politiker (Republikanische Partei) und von 1956 bis 1957 der 27. Gouverneur des Bundesstaates Oregon.

## Frühe Jahre und politischer Aufstieg
Elmo Smith war nach dem Tod seiner Eltern mit elf Jahren Vollwaise und wurde von einem Onkel auf dessen Ranch in der Nähe von Wilder in Idaho erzogen. Smith besuchte dann das College of Idaho, wo er im Jahr 1932 einen Abschluss auf seinem Fachgebiet Geschichte machte. Danach verzog er nach Ontario im Staat Oregon. Dort erwarb er eine Zeitung, die er auch selbst herausgab. Zweimal wurde er zum Bürgermeister seiner Gemeinde gewählt. Während seiner zweiten Amtszeit trat er zurück, um während des Zweiten Weltkrieges in der US-Marine zu dienen. Dort war er im pazifischen Raum als Pilot von Transportflugzeugen eingesetzt. Später leitete er einen Transportflughafen.
Nach dem Ende des Krieges wurde Smith nochmals Bürgermeister von Ontario. Gleichzeitig war er weiter im Zeitungsgeschäft tätig. Seit 1948 war er auch Mitglied des Senats von Oregon. Dort brachte er es schließlich bis zum Präsidenten des Hauses. In dieser Eigenschaft musste er verfassungsgemäß nach dem am 31. Januar 1956 erfolgten Tod des Gouverneurs Paul L. Patterson dessen Amt übernehmen.

## Gouverneur von Oregon
Am 1. Februar 1956 wurde Smith als neuer Gouverneur vereidigt. In seiner kurzen Amtszeit betrieb er eine konservative und sparsame Haushaltspolitik. Er verbesserte aber trotzdem die Bildungspolitik und trat mit einigen Nachbarstaaten einem Konsortium zur Nutzung der Wasserkraft bei. Für die verfassungsmäßig notwendigen Gouverneursneuwahlen des Jahres 1956 wurde Smith von seiner Partei nominiert. Bei den Wahlen selbst unterlag er aber dem Demokraten Robert D. Holmes, der damit zum neuen Gouverneur gewählt war. Elmo Smith musste sein Amt am 14. Januar 1957 aufgeben.
Nach dem Ende seiner Gouverneurszeit widmete sich Smith wieder dem Zeitungsgeschäft. Er erwarb noch mehrere Blätter. In der Folge bewarb er sich erfolglos um einen Sitz im US-Senat. Ebenso erfolglos 1964 war seine Kandidatur für den Vorsitz des Republican National Committee. Elmo Smith starb im Jahr 1968. Er war mit Dorothy Leininger verheiratet, mit der er zwei Kinder hatte, darunter den Sohn Denny, der zwischen 1981 und 1991 den Staat Oregon im US-Repräsentantenhaus vertrat.